# Lekarcice Nowe
Lekarcice Nowe – wieś w Polsce położona w województwie mazowieckim, w powiecie białobrzeskim, w gminie Promna.
Pierwsze informacje o miejscowości pochodzą z okresu po II wojnie światowej. W latach 1975–1998 wieś administracyjnie należała do województwa radomskiego.
Wieś jest sołectwem w gminie Promna. 